# Pazrije
Pazrije (nemško Paßriach) je naselje občine Šmohor - Preseško jezero v okraju Šmohor na Koroškem v Avstriji.